# Fusicoccum depressum
Fusicoccum depressum är en svampart som först beskrevs av Berk. & Broome, och fick sitt nu gällande namn av Grove 1935. Fusicoccum depressum ingår i släktet Fusicoccum och familjen Botryosphaeriaceae.   Inga underarter finns listade i Catalogue of Life.